# Georg Escherich
Georg Escherich (* 4. Januar 1870 in Schwandorf; † 26. August 1941 in München) war ein deutscher Förster, Forschungsreisender, Offizier und Politiker. Bekannt wurde er 1920/21 als Gründer der „Organisation Escherich“ im Gefolge der Novemberrevolution und der Münchner Räterepublik. Die „Orgesch“ war einer der einflussreichsten republikfeindlichen Selbstschutzverbände im Deutschen Reich. Vor dem Ersten Weltkrieg galt Escherich unter anderem als Kolonialfachmann. Er betätigte sich in der Zeit des Ersten Weltkriegs als forst- und holzwirtschaftlicher Organisator.

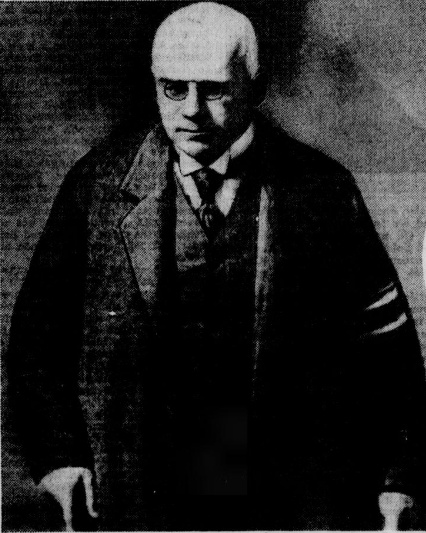
Forstrat Georg Escherich

## Leben

### Herkunft und Ausbildung
Georg Escherich kam als Sohn des Tonwarenfabrikanten Hermann Nikolaus Escherich – des Erfinders der Gasringöfen – und dessen Frau Katharina, geborene Freiin von Stengel, in Schwandorf zur Welt. Er war der ältere Bruder des späteren Forstentomologen Karl Escherich. Der Vater seiner Mutter, Karl Freiherr von Stengel, war königlich-bayerischer Forstmeister und ihr Vetter, Fritz Freiherr von Stengel, königlich-bayerischer Forstrat. Schon früh verlor Georg Escherich den Vater und die Mutter verkaufte ihre Geschäftsanteile an der Schwandorfer Tonwarenfabrik.
Nach dem Besuch des Alten Gymnasiums am Ägidienplatz in Regensburg, der Vorläuferschule des Albertus-Magnus-Gymnasiums, schlug Georg Escherich die forstliche Laufbahn ein und studierte Forstwissenschaften in Aschaffenburg (Grundstudium) und München. Beide Studienabschnitte schloss er mit der Hauptnote II ab. Während seines Studiums engagierte sich Escherich in der Studentenverbindung Corps Hercynia Aschaffenburg, heute in München. Nicht zuletzt durch die Verbindung hatte er viele jagdliche Betätigungsmöglichkeiten. Als Einjährig-Freiwilliger diente er bei der Feldartillerie.
Sein Referendariat in der bayerischen Staatsforstverwaltung, währenddessen er auch Kontakte zum Fürstenhaus Thurn und Taxis knüpfte, bestand er als zehnter von 17 Kandidaten. Ein Versuch, in München bei dem Forstbotaniker Robert Hartig zum Thema „Lärchenanbau“ zu promovieren, schlug jedoch fehl. Allerdings gelang Escherich dann innerhalb von nur acht Monaten die Promotion bei Gustav Bühler in Tübingen zum Thema der Forstberechtigungen. Innerhalb der bayerischen Staatsforstverwaltung leistete er zunächst ein Jahr lang Assistentendienst in dem im Bayerischen Wald gelegenen Forstamt Neureichenau und unterrichtete dann fünf Jahre lang als Lehrer an der Waldbauschule in Kaufbeuren.

### Der Kolonialfachmann
In dieser Kaufbeurener Zeit begann er mit seinen zahlreichen Jagdreisen, die ihn zunächst nach Bosnien-Herzegowina führten. Daneben betätigte sich Escherich aber auch als wissenschaftlicher Forschungsreisender. Während seiner ersten Reise nach Äthiopien 1907 lernte er bei einer Audienz Negus Menelik II. kennen, der ihn für 1909 offiziell einlud. Bei diesem zweiten Besuch wurde unter Escherichs Leitung ein Forstgarten in Addis Abeba angelegt und unter großen Strapazen ein neuer Weg zum Rudolfsee erkundet. Zudem entwarf Escherich ein Forstgesetz für Äthiopien. Dafür und für seine Erkundungen am Rudolfsee erhielt der Forstmann den preußischen Roten Adlerorden. Der leidenschaftliche Jäger hatte in Abessinien aber auch ausgiebig die sich ihm bietenden Jagdmöglichkeiten genutzt. Seine forstlichen und jagdlichen Erfahrungen und Erlebnisse legte er in den Büchern Jagdreisen in Norwegen, in Bosnien-Herzegowina, in Abessinien (1910) und Im Lande des Negus (1912) nieder.
1913/14 erforschte Georg Escherich dann im Auftrag der Kolonialverwaltung die ausgedehnten Waldgebiete Neukameruns im Hinblick auf Möglichkeiten der Holzgewinnung. Während dieser Reisen entstanden umfangreiche Holzsammlungen. Nunmehr als Kolonialfachmann anerkannt, erstattete er sowohl bei Kaiser Wilhelm II. als auch vor der Budgetkommission des Deutschen Reichstages Bericht.

### Leiter der Militärforstverwaltung Bialowies
Der Beginn des Ersten Weltkriegs zerschlug Escherichs Vorhaben, als Reichskommissar in besonderer Verwendung den Kameruner Urwald zu erschließen. Stattdessen zog er am 16. August 1914 als Hauptmann der Landwehr und Batterieführer der 2. Ersatzbatterie des bayerischen 1. Feldartillerieregiments an die Westfront. Sieben Tage später wurde er am Col de Sainte-Marie bei Wissembach durch einen Querschläger am linken Bein verwundet und frontdienstuntauglich. Als nunmehr Schwerkriegsbeschädigter gelang es ihm nach zehnmonatigem Krankenhausaufenthalt in Karlsruhe unter Umgehung des Dienstweges und immer noch an zwei Krücken humpelnd, eine Schreiberstelle in Łódź zu erhalten. Von dort wurde er schon einen Monat später als Leiter der Passabteilung an das Gouvernement Warschau versetzt und wiederum einen Monat später zum Leiter der Passzentrale am Generalgouvernement bestellt.
Vom Oberkommando der 9. Armee, die mittlerweile das Gebiet der „Bialowieser Heide“ („Puszcza Białowieska“) erobert hatte, kam dann die Anfrage, ob Escherich nicht als Leiter der Militärforstverwaltung die Erschließung des berühmten Białowieża-Urwaldes (heute Białowieża-Nationalpark) in die Hand nehmen wolle. Allein dieses kaiserlich-russische Jagdgut („Udiel“), das nicht zuletzt dank seiner Wisent-Population das vielleicht berühmteste Jagdrevier seiner Zeit war, hatte eine Größe von 128.000 Hektar, auf der 35 Millionen Festmeter Derbholz stockten, davon rund 24 Millionen Festmeter Nutzholz, die für Front und Etappe bedeutsame Rohstoffe darstellten. Escherich sagte zu und traf am 18. September 1915 in Bialowies ein.
Zunächst galt es, die ausufernde Wilderei zu beenden und die zahlreichen Banden, die die Wälder als Rückzugsgebiete nutzten, zu entwaffnen. „Mit eiserner Schärfe wurde durchgegriffen“, schrieb Escherich dazu 1934 in seinen Erinnerungen. Obwohl es rasch ruhiger wurde, gab es bei Zusammenstößen doch immer wieder Tote auf beiden Seiten. Auch wurde schnell eine strenge Jagdordnung erlassen.

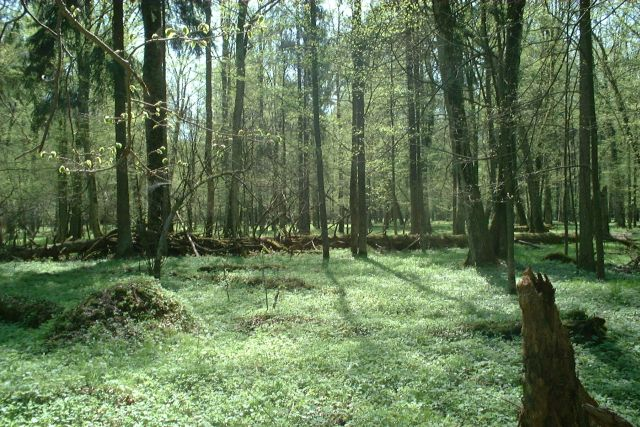
Als Leiter der Militärforstverwaltung ließ Georg Escherich den Urwald von Bialowies erschließen.

In der Folge ließ Escherich das riesige und zuvor lediglich extensiv genutzte Waldgebiet unterstützt von etwa 10.000 Mann durch Belarussen erschließen, teilweise unter ungünstigen Lebens- und Arbeitsbedingungen. Geplant waren unter anderem der Bau von Bahnen und Sägewerken.
Zusammen mit seinem Bruder Karl nutzte Escherich zudem die Gelegenheit, den Urwald näher zu untersuchen. Er stellte fest, dass der zuvor zusätzlich durch Fütterung stark erhöhte Wildbestand einen geradezu waldgefährdenden Umfang angenommen und der Ursprünglichkeit des Urwaldes weit mehr geschadet hatte als alle Holznutzungen. Hart ins Gericht ging er in diesem Zusammenhang auch mit der von der vormaligen zaristischen Jagdverwaltung geübten „geradezu unsinnigen Fütterung in nicht mehr zu rechtfertigender Weise“. Das Gebiet habe dadurch angefangen, „den Charakter eines Wildparkes mit all seinen Entartungserscheinungen“ anzunehmen. So hätten sich etwa die Wisente dermaßen an die Fütterungen gewöhnt, dass sie zu halbzahmen Waldtieren geworden wären, die kaum noch Scheu vor dem Menschen zeigten. Escherich ließ daher die Fütterung stark einschränken.
Allerdings waren die Wildbestände durch die Wilderei in kürzester Zeit stark dezimiert worden. Escherich schätzte, dass nach der Übernahme der Verwaltung im Urwald insgesamt nur noch etwa 120 bis 150 Wisente, 2000 bis 3000 Stück Rotwild, etwa 500 Stück Damwild, an die 2000 Rehe und mehr als 1000 Stück Schwarzwild übrig geblieben waren. Zum Teil war dies aber immer noch zu viel Wild, so dass Escherich umgehend daranging, den Bestand an Rot-, Dam- und Schwarzwild stark zu verringern, aus waldbaulichen und jagdlichen Erwägungen und auch, um die Bevölkerung mit Lebensmitteln zu versorgen. Laut Escherich wurden im Jahr 1916 insgesamt 600 Stück Schalenwild erlegt, 1917 über 1000 Stück und 1918 sogar noch wesentlich mehr.
Wisente wurden allerdings geschont, um den Bestand wieder aufzubauen. Nur wenige durften mit ausschließlicher Genehmigung des später zum Oberbefehlshaber Ost ernannten Prinzen Leopold von Bayern geschossen werden. Laut Escherich wurden während seiner dreijährigen Zeit in Bialowies nur acht Wisente, davon sieben abschussreife Bullen, in der Regel unter seiner Führung erlegt.
Den ersten davon streckte am 12. November 1915 Kaiser Wilhelm II., der Escherich ja noch von dessen Vortrag über Kamerun in Berlin her persönlich kannte. Als nächster waidwerkte dann im Januar 1916 Generalfeldmarschall Paul von Hindenburg auf den Wisent, einen Monat später dann der sächsische König Friedrich August III., schließlich Prinz Friedrich Leopold von Preußen, Erzherzog Karl Franz von Österreich, der bayerische König Ludwig III. und General Max Hoffmann. Zu den sonstigen Jagdgästen gehörte auch der legendäre „Rote Baron“ Manfred Freiherr von Richthofen, der Ende Dezember 1917 nach Bialowies kam.
Der Jagdbetrieb war gleichwohl nur ein kleiner Nebenbetrieb innerhalb der riesigen Militärforstverwaltung, die das Heer mit Forstprodukten aller Art zu versorgen hatte. Der Waffenstillstand vom 11. November 1918 brachte das Ende der deutschen Besatzungsherrschaft, damit war dann auch das Schicksal des Wisents besiegelt. Innerhalb kürzester Zeit wurde der gerade wieder etwas erholte Bestand bis auf wenige Einzeltiere von Wilderern ausgerottet. Escherich selbst blieb nach der deutschen Kapitulation als letzter vor Ort und räumte seine Stellung erst am 28. Dezember 1918, bevor litauische Truppen das Gebiet besetzten.

### Die „Organisation Escherich (Orgesch)“
Zurück in seiner bayerischen Heimat erhielt der nunmehr zum Oberst und Forstrat beförderte Escherich die Leitung des Forstamtes Isen. Nun begann auch seine politische Betätigung gegen den „Roten Terror“, die ihn reichsweit bekannt machen sollte. Als Widerstand gegen die Einrichtung unter anderem der Münchner Räterepublik im Zuge der Novemberrevolution hatte der Volksbeauftragte für Heer und Marine und Reichswehrminister Gustav Noske (SPD) am 25. April 1919 die Bildung von so genannten „Einwohnerwehren“ angeordnet. Georg Escherich wurde im August von der nach Bamberg geflohenen bayerischen Regierung (Kabinett Hoffmann I) mit der Zusammenfassung bereits entstandener örtlicher Einwohnerwehren beauftragt. Für diese „Einwohnerwehr Bayern“ stellte der Landtag Geld zur Verfügung, und ab Dezember 1919 fungierte Escherich als deren Landeshauptmann. Da er die Restauration der Monarchie befürwortete, war er zudem der neu gegründeten Bayerischen Volkspartei (BVP) beigetreten. Deren rechtem Flügel gelang es im März 1920, die Koalition mit der SPD aus dem Amt zu drängen. Escherich soll dann versucht haben, selbst bayerischer Ministerpräsident zu werden, was der linke BVP-Flügel unter Führung des Regensburger Journalisten Heinrich Held allerdings verhinderte. Stattdessen wurde der parteilose Regierungspräsident von Oberbayern, Gustav Ritter von Kahr, vorgeschlagen und vom Landtag bestätigt. Er bildete das Kabinett von Kahr I; dieses amtierte bis zum 16. Juli 1920.

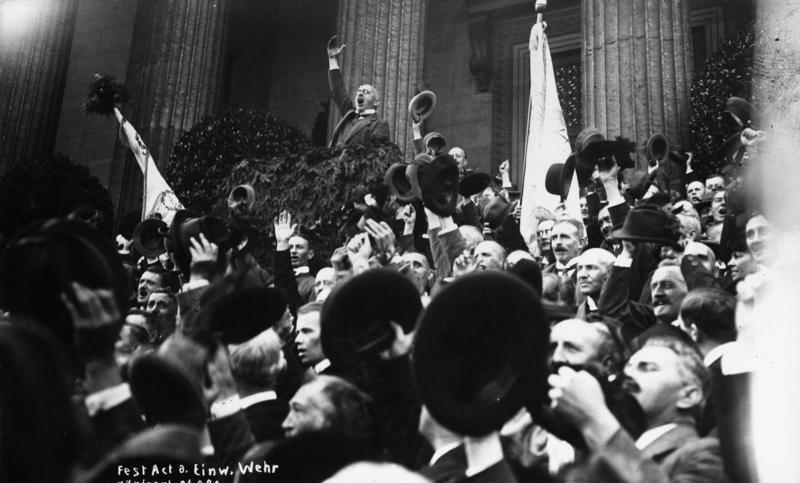
Festakt der Einwohnerwehren 1920 auf dem Königsplatz in München. Auf der Rednertribüne: Landeshauptmann Georg Escherich

Escherich gründete daraufhin mit Unterstützung durch General Franz Ritter von Epp und Hauptmann Ernst Röhm am 9. Mai 1920 in Regensburg die so genannte „Organisation Escherich“, kurz „Orgesch“ genannt. Escherich wurde ihr Reichshauptmann, Rudolf Kanzler sein Stellvertreter, Walther Beumelburg Leiter der Münchner Zentrale und Hermann Kriebel deren Stabsleiter. Als paramilitärische Organisation verfügte die Orgesch über Waffen und entsprechende Logistik. Als sich nach dem Kapp-Putsch der Stahlhelm als die führende paramilitärische Kraft im norddeutschen Raum der Orgesch anschloss, konnte sie sich über das ganze Deutsche Reich ausbreiten. Auf dem Höhepunkt ihres Einflusses hatte die extrem rechtsorientierte Organisation Schätzungen zufolge etwa eine Million Mitglieder, darunter 300.000 in Bayern, und zählte damit zu den einflussreichsten und aufgrund ihrer Republikfeindlichkeit umstrittensten Selbstschutzverbänden der 1920er-Jahre. Um ihre politische Bedeutung zu dokumentieren, veranstalteten die bayerischen Einwohnerwehren vom 26. August bis zum 2. Oktober 1920 das erste Landesschießen. An dem Begrüßungsakt in München nahm neben Escherich auch der bayerische Ministerpräsident Gustav Ritter von Kahr teil.
Im Hochsommer 1920 erzwang der preußische Innenminister Carl Severing (SPD) die „freiwillige Entwaffnung“ der Orgesch, 1921 wurde sie von der Reichsregierung verboten, und am 5. Mai 1921 erging ein Ultimatum der Entente bezüglich ihrer endgültigen Auflösung. Danach zerfiel die Orgesch in verschiedene kleine Gruppierungen, die sich als reaktionäre Bünde vor allem in Bayern noch einige Zeit hielten. Die Waffenbestände der Orgesch übernahm die Untergrundorganisation „Schwarze Reichswehr“ unter der Leitung von Major Bruno Ernst Buchrucker. Beumelburg leitete die Münchener Zentrale inoffiziell noch bis 1923.
Escherich selbst hat in der Folge noch weitere paramilitärische Verbände ins Leben gerufen oder unterstützt. Er versuchte den Hitlerputsch möglichst zu verhindern, musste dann am Tag des Putsches bei einem Besuch bei Kronprinz Rupprecht in Berchtesgaden erfahren, dass der Chef des Hauses Wittelsbach auf der Seite seines Konkurrenten von Kahr stand. Am 2. Dezember 1928 in Ebersberg gründete er als Konkurrenz zum „Stahlhelm“ noch den „Bayerischen Heimatschutz“, der vor allem in Oberbayern Zulauf hatte. Der Bund stand dem Haus Wittelsbach freundlich gegenüber und suchte auch den Kontakt zu kirchlichen Kreisen. Nach der „Machtergreifung“ Adolf Hitlers musste sich der „Bayerische Heimatschutz“ entwaffnen lassen und schließlich selbst auflösen.
Ansonsten konzentrierte sich der zwischenzeitlich zum Oberforstrat beförderte Escherich auf seine Forstamtsleitertätigkeit und pflegte seine Mitgliedschaft im Deutschen Forstwirtschaftsrat sowie seine Kontakte zu Reichspräsident Paul von Hindenburg, Außenminister Gustav Stresemann und einer Reihe von Industriellen.

### Im Ruhestand
Aufgrund seiner starken Gehbeschwerden, die dem Kriegsbeschädigten immer mehr zusetzten, ließ sich Escherich 1931 vorzeitig pensionieren und baute sich in Isen ein Landhaus, das sich bald zum Treffpunkt zahlreicher Gäste aus der ganzen Welt und aus den verschiedensten gesellschaftlichen Bereichen – darunter alte Freunde wie Oswald Spengler oder Robert Bosch – entwickelte. Ohnehin war Escherich eine zu seiner Zeit weit bekannte und beliebte Persönlichkeit, was sich auch am großen Erfolg seiner Memoiren Der alte Jäger (1934) und Der alte Forstmann (1935) zeigte, die mehrere Auflagen erlebten.

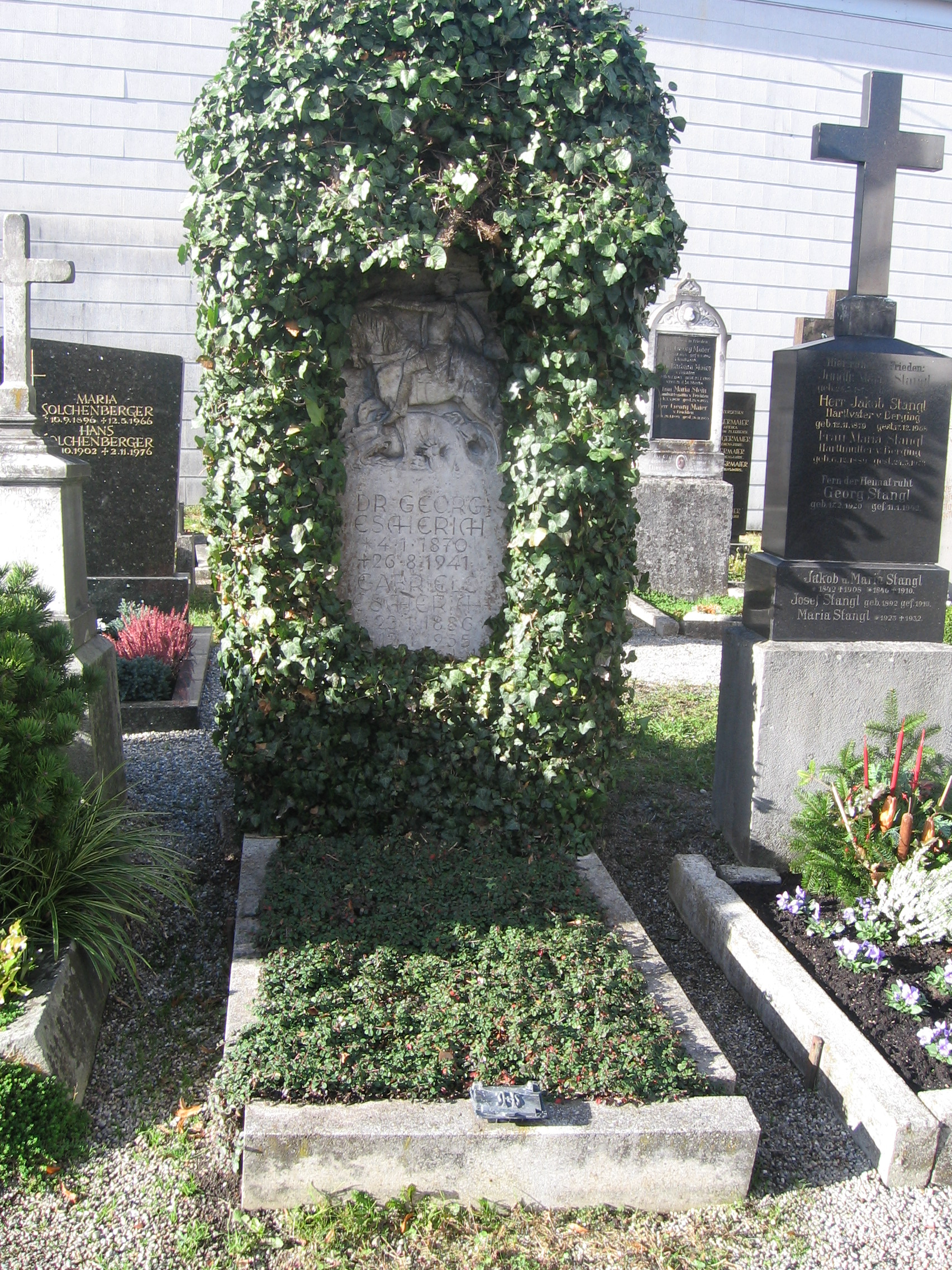
Grab Escherichs auf dem kirchlichen Friedhof in der Marktgemeinde Isen, Bayern

Den neuen Machthabern der NSDAP stand Escherich als ehemaliges BVP-Mitglied indes nicht nahe. Als der Chef der Ministerialforstabteilung, Theodor Mantel, sich im März 1933 telefonisch bei ihm über die Verhaftung der BVP-Minister – vor allem seines Vorgesetzten, Finanzminister Schäffer – beklagte und Escherich um Unterstützung ersuchte, wurde dieses Gespräch abgehört. Der Polizeipräsident von München, Heinrich Himmler, ließ Mantel daraufhin sogar kurzzeitig verhaften.
Georg Escherich war mit Gabriele geborene von Hößle – ihr Vater war der Oberforstrat Albert von Hößle – verheiratet. Das Ehepaar blieb kinderlos. Zu der Zeit, als Reichsforst- und Reichsjägermeister Hermann Göring die im Zuge des Überfalls auf Polen erneut von deutschen Truppen besetzte Bialowieser Heide wiederum in ein gewaltiges Staatsjagdrevier umwandeln ließ, starb Georg Escherich am 26. August 1941 nach kurzer Krankheit an einem Herzleiden in der Münchener Klinik Neuwittelsbach, die sich in unmittelbarer Nachbarschaft der Villa seines Bruders Karl befand.

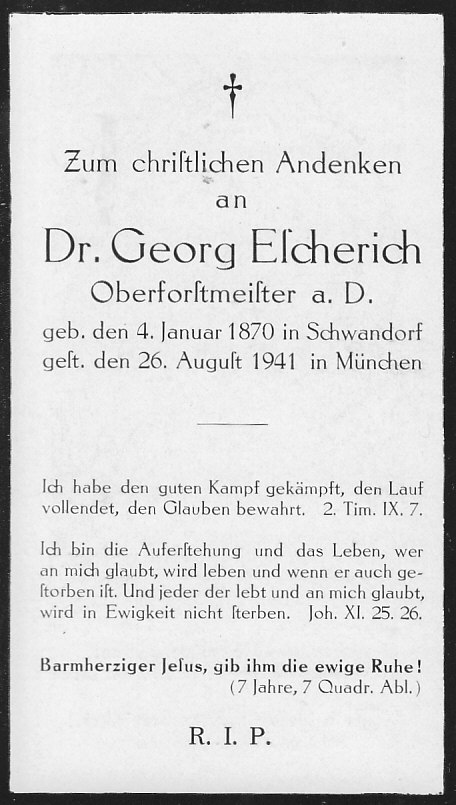
Sterbebild Georg Escherich

Zur Erinnerung an den bekannten Forstmann benannte die Marktgemeinde Isen später die Georg-Escherich-Straße nach ihm.

## Literarische Rezeption
In Leonhard F. Seidls Kriminalroman Vom Untergang ist Georg Escherich einer der Protagonisten.

## Schriften (Auswahl)

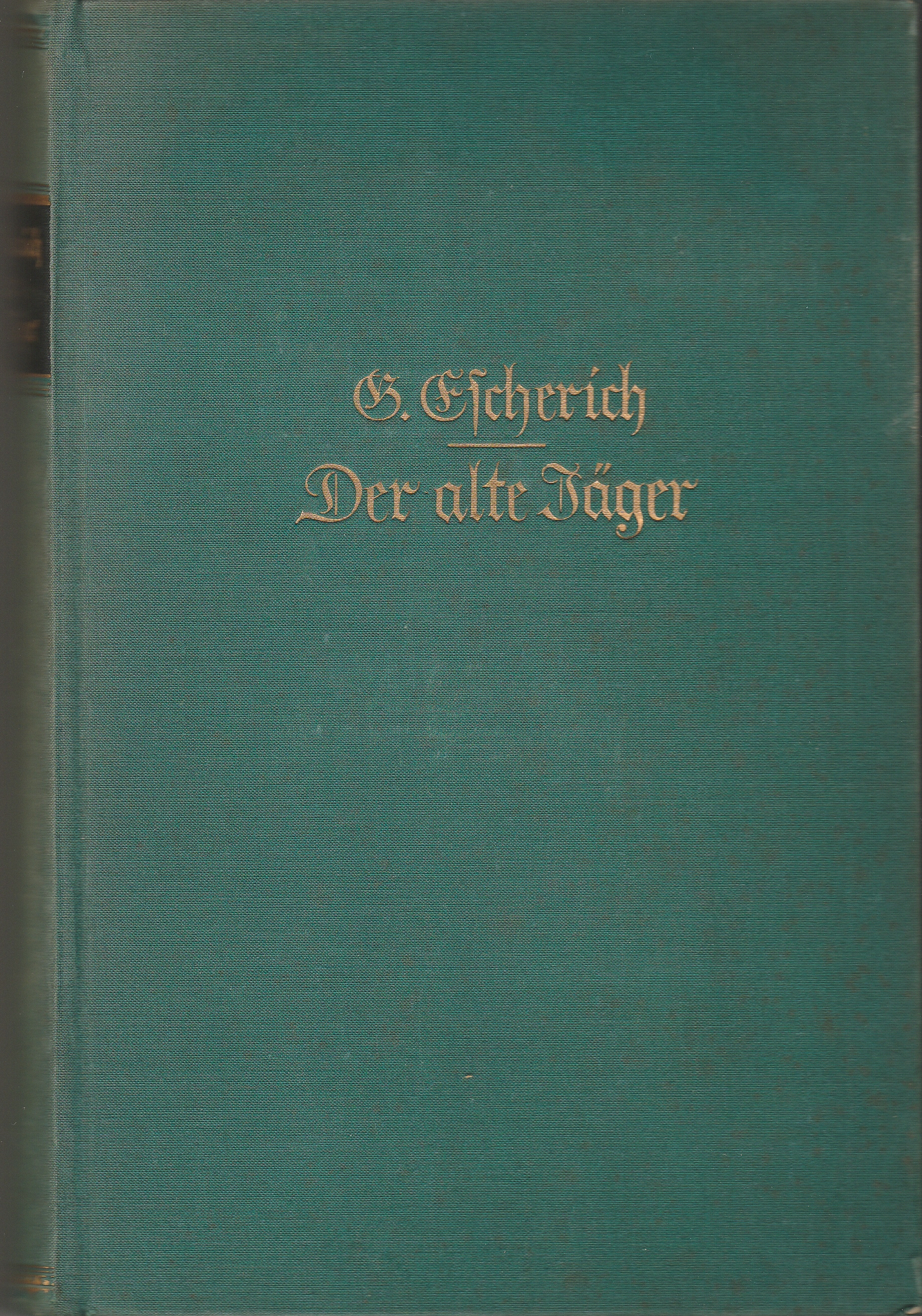
Autobiografie (1934): Der alte Jäger. Erinnerungen aus meinem Leben

### Reisebeschreibungen und Sachbücher
- Jagdreisen in Norwegen, in Bosnien-Herzegowina, in Abessinien. Reimer, Berlin 1910, (2. Auflage. ebenda 1921).
- Im Lande des Negus. Stilke, Berlin 1912, (2., vermehrte Auflage. ebenda 1921).
- Forstentomologische Streifzüge im Urwald von Bialowies. In: Bialowies in deutscher Verwaltung. Heft 2, 1917, ZDB-ID 989830-X, S. 97–115.
- In den Jagdgründen des Zaren. In: Bialowies in deutscher Verwaltung. Heft 3, 1918, S. 192–218.
- Quer durch den Urwald von Kamerun. Stilke, Berlin 1923.
- In Wald und Steppe. Köhler & Amelang, Leipzig 1925.
- Im Urwald. Stilke, Berlin 1927.
- Kamerun. Riegler, Berlin 1938.

### Politische Schriften und Vorträge
- Der Kommunismus in München. Auf Grund amtlichen bisher unveröffentlichten Materials. 6 Teile. Verlag Heimatland, München 1921;
  - Teil 1: Vorgeschichte und Persönlichkeiten (= Escherich-Heft. Nr. 1, ZDB-ID 1218578-4). 1921, (Digitalisat);
  - Teil 2: Die arbeitenden Kräfte (= Escherich-Heft. Heft 2). 1921, (Digitalisat);
  - Teil 3: Dem Bolschewismus entgegen (= Escherich-Heft. Nr. 4). 1921, (Digitalisat);
  - Teil 4: Die Scheinräterepublik (= Escherich-Heft. Nr. 6). 1921, (Digitalisat);
  - Teil 5: Die kommunistische Räterepublik (= Escherich-Heft. Nr. 7). 1921, (Digitalisat);
  - Teil 6: Der Zusammenbruch der Räteherrschaft (= Escherich-Heft. Nr. 8). 1921, (Digitalisat).
- Der Bauer und der Landfriede. Die Tragödie des deutschen Mittelstandes. Zwei Vorträge (= Schriftenreihe der Preußischen Jahrbücher. 13, ZDB-ID 217933-7). Stilke, Berlin 1923.

### Herausgebertätigkeit
- 1921 gab Escherich die kurzlebige Reihe Escherich-Heft im Münchener Heimatland-Verlag heraus, ZDB-ID 1218578-4.
- Prinz Leopold von Bayern, Graf Hugo Lerchenfeld: Aus dem Leben zweier Herrenjäger. Stilke, Berlin 1928.

### Autobiografien
- Der alte Jäger. Erinnerungen aus meinem Leben. Parey, Berlin 1934.
- Der alte Forstmann. Fahrten und Fährten in weiter Welt. Parey, Berlin 1935.